# Protemblemaria punctata
Protemblemaria punctata é uma espécie de peixe da família Chaenopsidae.
É endémica de Venezuela.